# Мапунгубве
Мапунгубве  — середньовічна африканська держава, що утворилося у 2-й половині XI ст. Напочатку XIII ст. поступилася впливом державі Зімбабве. Назва з мови каланга або шевенда перекладається як «Пагорб шакалів» або «Місце мудрості» (Місце, де скеля перетворюється на рідину). Натепер існує національний парк Мапунгубве, що є частиною Всесвітньої спадщини ЮНЕСКО.

## Історія
Розвинулася з землеробської культури Леопардове Коп'є. Сформувалося у 1070-х роках навколо поселення Мапунгубве. Його утворилися племена протошона і каланга. Піднесенню держави сприяло також те, що цей регіон були щільно заселений слонами. Торгівля слоновою кісткою, а потім золотом сприяло піднесенню поселенню, об'єднанню навколо нього значної території.
Найбільшого піднесення держава набула у XII ст. Було встановлено зверхність над племеним союзом Тоутсве (на захід). На цей час чисельність столиці становило близько 5 тис. осіб. 
Поступово поселення Велике Зімбабве на півночі перетворилося на потужного суперника. Занепад Мапунгубве за невідомих обставин відбувся близько 1220 року.

## Територія
Мапунгубве розташовувалося біля злиття річок Шаше та Лімпопо.

## Устрій
На чолі стояв володар, що був одночасно верховним жерцем (тобто мав статус священого правителя). Мапунгубве вперше передбачала використання кам'яних стін для демаркації важливих територій. Була резиденція з кам'яними стінами, яку, ймовірно, займав володар. Камінь і дерево використовували разом. Також навколо пагорба Мапунгубве був дерев'яний тин.

## Суспільство
Археологи вважають, що суспільство Мапунгубве є першою соціальною системою на півдні Африки, заснованою на класах: правитель та вища знать, місцева знать, яка мешкала на пагорбах та простолюдини, які мешкали в низовинах. Втім про писемність цього народу нічого невідомо.

## Економіка
Основу становило землеробство і тваринництво. Свійських тварин тримали в спеціальних краалях поблизу жител. З розвитком держави відбувається вдосконалення гончарства та обробки золота.